# Сигма-скінченна міра
Сигма-скінченна міра в функціональному аналізі — міра, така що довільна вимірна множина може бути представлена у вигляді зліченного об'єднання вимірних множин скінченної міри.

## Визначення
Неай {\displaystyle (X,{\mathcal {R}},\mu )} - простір з мірою, де {\displaystyle X} — деяка множина, {\displaystyle {\mathcal {R}}} — задане на ній кільце підмножин, {\displaystyle \mu } — міра визначена на кільці. 
Міра {\displaystyle \mu } називається σ-скінченною, якщо для довільної множини {\displaystyle A\in {\mathcal {R}}} існує зліченна сім'я вимірних множин {\displaystyle \{A_{i}\}_{i=1}^{\infty }\subset {\mathcal {F}}}, така що {\displaystyle \mu (A_{i})<\infty ,\;i\in \mathbb {N} } і 
{\displaystyle A=\bigcup \limits _{i=1}^{\infty }A_{i}}. Якщо міра визначена на деякій алгебрі {\displaystyle {\mathcal {F}}} підмножин множини {\displaystyle X}, то необхідною і достатньою умовою σ-скінченності є виконання поданих вище умов для єдиної множини {\displaystyle X}

## Приклади
- Будь-яка скінченна, зокрема ймовірнісна міра скінченна.

- Міра Лебега {\displaystyle m} на {\displaystyle \mathbb {R} } σ-скінченна, оскільки

{\displaystyle \mathbb {R} =\bigcup \limits _{i=1}^{\infty }[-i,i],\;m([-i,i])=2i<\infty ,\;i=1,2,\ldots }.
- Зліченна міра {\displaystyle \mu } на {\displaystyle \mathbb {R} }, тобто така, що {\displaystyle \mu (\{x\})=1,\;\forall x\in \mathbb {R} } не є σ-скінченною, оскільки зліченне об'єднання будь-яких множин скінченної міри в цьому випадку буде зліченним, тоді як весь простір незліченний.

## Властивості
σ-скінченні міри мають багато властивостей не характерних для інших видів мір, тому вони часто виступають припущеннями при формулюванні теорем теорії мри та інтегралу, зокрема теореми Радона-Нікодима, теореми Фубіні та ін. σ-скінченність також є достатньою умовою єдиності продовження міри заданої на кільці до міри на породженому цим кільцем σ-кільці (теорема Каратеодорі).